# Cromato

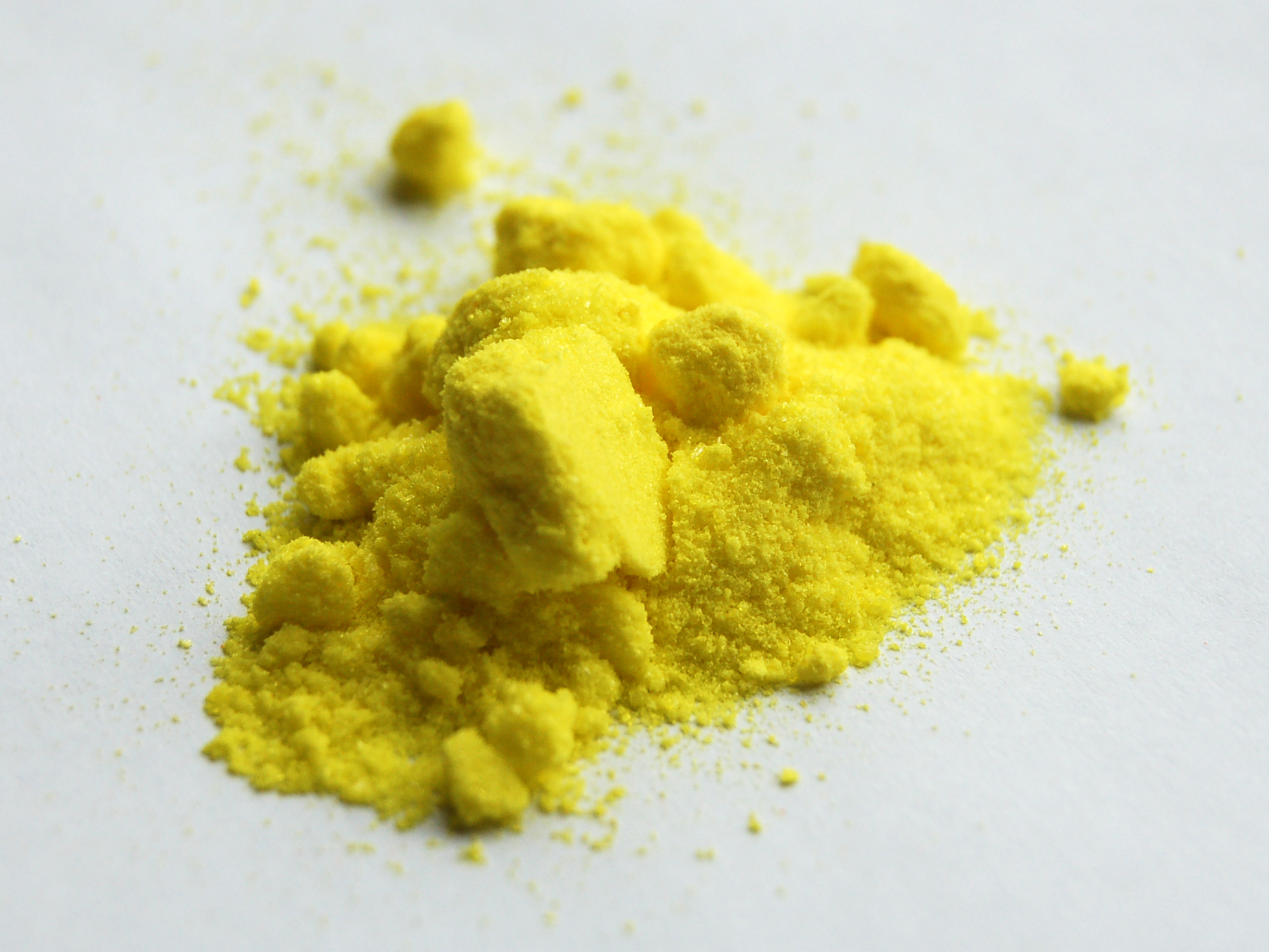
Polvere di cromato di potassio

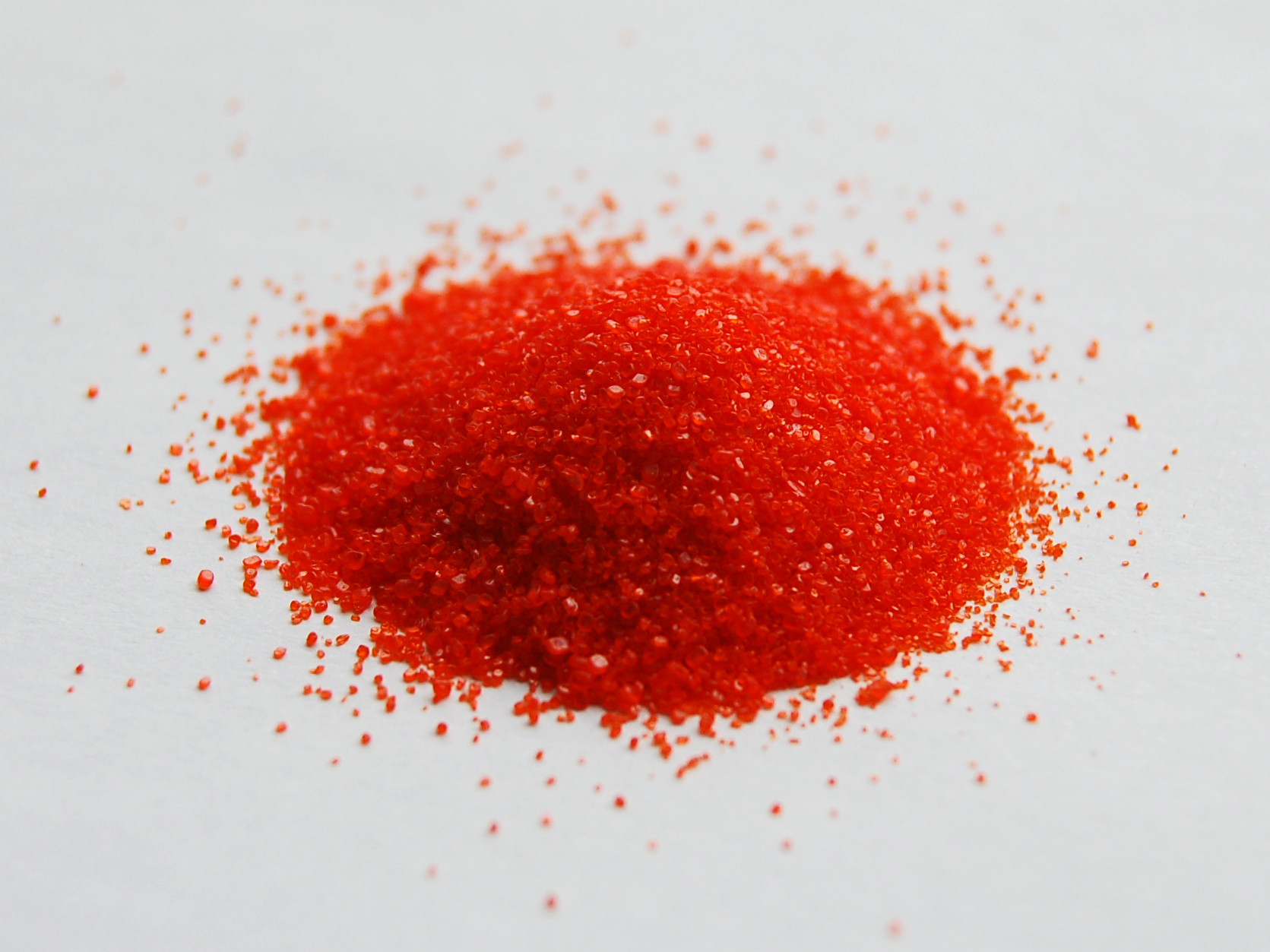
Cristalli di dicromato di potassio

Il cromato è l'anione {\displaystyle {\ce {CrO4^2-}}},derivante dalla dissociazione dell'acido cromico, in soluzione acquosa è in equilibrio con il bicromato o dicromato:
{\displaystyle {\ce {2CrO4^2- + 2H3O+ -> Cr2O7^2- + 3H2O}}}
In entrambe le specie lo stato di ossidazione del cromo è +6 e sono quelle cui fa riferimento la dicitura cromo esavalente, nota ai più per i casi di inquinamento ambientale.
La presenza di cromato o di dicromato è strettamente legata al pH: in ambiente basico predomina il cromato (giallo) mentre ad alti valori di attività idrogenionica (pH inferiore a 7) prevale il dicromato di colore arancione.

## Preparazione
I composti contenenti questi anioni vengono generalmente preparati per ossidazione del cromo trivalente:
{\displaystyle {\ce {2Cr(OH)6^3- + 3H2O2 -> 2CrO4^2- + 8H2O + 2OH-}}}
{\displaystyle {\ce {10Cr3+ + 6MnO4- + 11H2O -> 5Cr2O7^2- + 6Mn2+ + 22H+}}}

## Reattività
Cromati e dicromati sono energici ossidanti (Eº = 1,33 V) e per questo hanno un largo utilizzo in laboratorio di sintesi e analisi.
Insieme al permanganato il dicromato è uno dei reattivi principali nelle titolazioni redox. Le titolazioni dicromatometriche, al contrario di quelle permanganometriche, necessitano dell'utilizzo di indicatori poiché la riduzione del dicromato porta alla formazione di Cr3+, il quale dà alla soluzione un colore verde poco intenso. Tra gli indicatori più utilizzati: ferroina, acido N-fenilantranilico e difenilamminosolfonato.
Il cromato forma con Ag+ un sale insolubile che viene sfruttato per la determinazione del punto finale nell'argentometria secondo Mohr. Il cromo(VI) è in grado di ossidare la difenilcarbazide. I prodotti della reazione di ossidoriduzione, Cr(III) e difenilcarbazone, reagiscono tra loro formando un complesso color magenta utilizzato nell'analisi spettrofotometrica.
I composti utilizzati sono generalmente i sali potassici.
I cromati e i bicromati reagiscono con l'acqua ossigenata H2O2 sia in ambiente alcalino, che in ambiente acido, dando prodotti in cui una o più unità perossidiche [-O–O-] vanno a sostituire uno o più ossigeni [-O-]. In soluzione acida si forma subito il perossocomplesso CrO5 azzurro scuro, ossia O=Cr(O2)2; questo in soluzione acquosa è piuttosto instabile ma, essendo neutro e un acido di Lewis, può venire estratto in etere che con esso forma un labile addotto. Questo procedimento costituisce anche un saggio di riconoscimento di cromati e bicromati (Barresville). Aggiungendo piridina, che è una base di Lewis migliore, questa sposta l'etere dando un complesso dello stesso tipo, ma più stabile. 

## Struttura
Lo ione cromato è tetraedrico:

Il dicromato è formato da due tetraedri che hanno un vertice in comune (l'ossigeno a ponte del legame Cr−O−Cr):